# Mira Stanisławska-Meysztowicz
Mira Stanisławska-Meysztowicz – działaczka ekologiczna, założycielka i była prezeska Fundacji Nasza Ziemia. W 1994 zainicjowała w Polsce akcję Sprzątanie świata. Członkini Rady Programowej Zielonego Instytutu. Od 2008 roku jej imię nosi Szkoła Podstawowa w Żdżarach (woj.wielkopolskie)
Akcja Sprzątanie świata została zapoczątkowana w 1989 w Australii. Obecnie odbywa się w 130 krajach świata - ma na celu wpojenie dzieciom i młodzieży szacunku dla środowiska naturalnego. W ramach akcji w Polsce co roku zbiera śmieci ok. dwóch milionów wolontariuszy.
Działania Miry Stanisławskiej-Meysztowicz znalazły uznanie u władz państwowych: w 2001 została odznaczona Krzyżem Kawalerskim Orderu Odrodzenia Polski). W 2002 została uhonorowana Orderem Uśmiechu. Została uznana Człowiekiem Roku 2004 Polskiej Ekologii.